# Плакун прутяний
Плакун прутяний, плакун прутовидний (Lythrum virgatum) — вид трав'янистих рослин родини плакунові (Lythraceae), поширений у Європі й помірній Азії.

## Опис

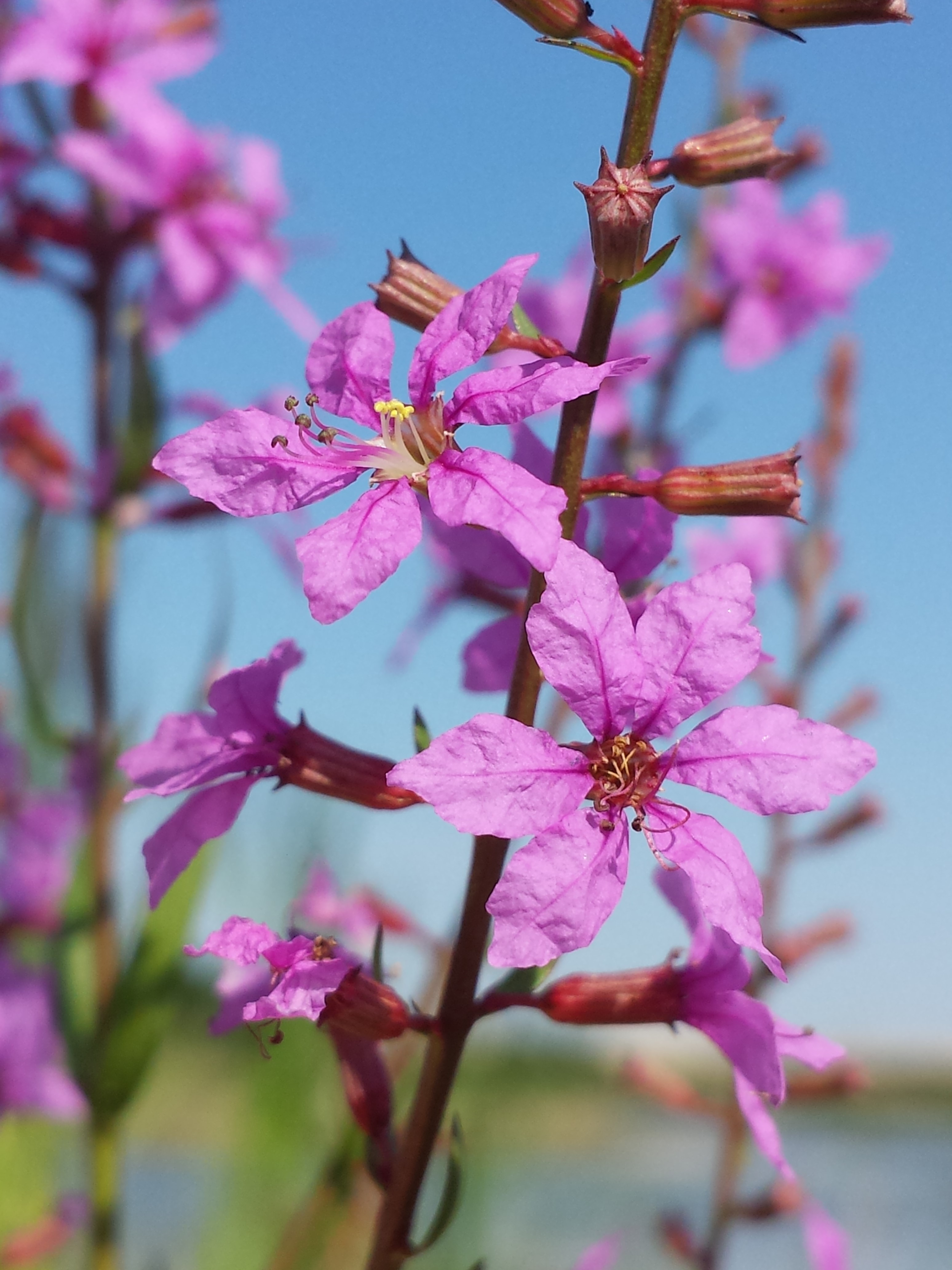
суцвіття

Багаторічна рослина 50–120 см. Листки до основи поступово (клиноподібно) звужені, абсолютно голі, сизі. Зовнішні зубці чашечки (придатки) майже однакової довжини з внутрішніми або дещо коротші. Пелюстки рожево-пурпурові.. 

## Поширення
Поширений у Європі й помірній Азії.
В Україні вид зростає на заливних луках, по берегах річок, озер, окрайцях боліт, поблизу води — на всій території звичайний; в Криму, розсіяно в степових районах, передгір'ях і на ПБК; медоносна рослина.

## Використання
Рідко використовується як декоративна рослина.